# Bulle
För andra betydelser, se Bulle (olika betydelser).

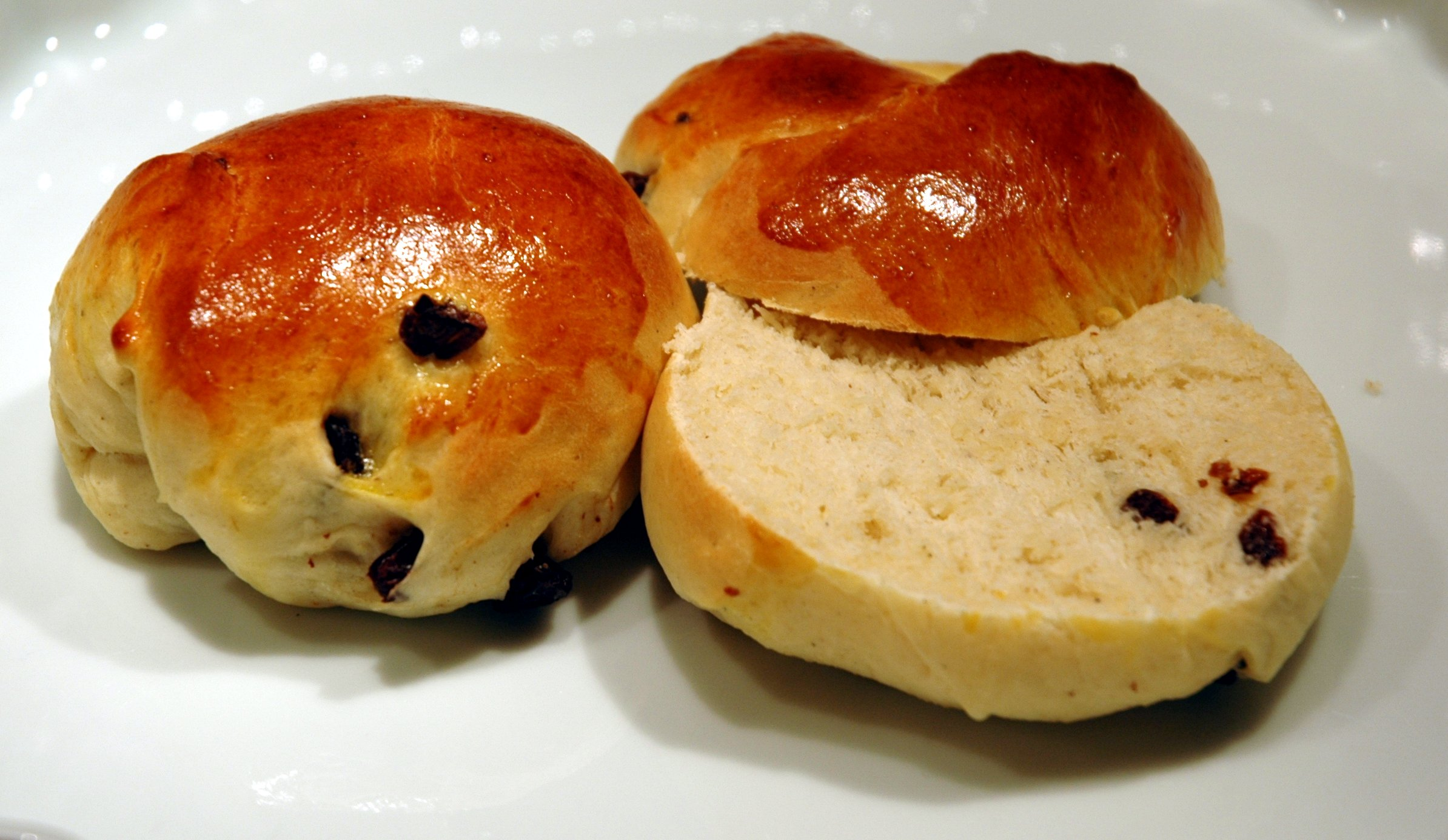
Norska bullar med russin.

Bulle är en typ av bröd som är små och vanligtvis runda. Oftast syftar det på sötat vetebröd, men särskilt regionalt kan det avse matbröd.
Bullar är i regel bakade av deg med jäst. Ska bullarna vara fyllda kavlas degen ut efter första jäsningen och fyllningen breds ut ovanpå. Därefter rullas degen ihop och rullen skivas. För ofyllda bullar rullas degen och delas i lämpliga bitar. Varje bullbit läggs i en bakform eller direkt på bakplåten och jäser ännu en gång. En del bullar penslas med lättvispat ägg för att få blank yta när de är färdiga. Därefter gräddas bullarna.

## Sverige
Bullar som kaffebröd har ofta smak av kanel eller kardemumma i Sverige, och kan ibland ha pärlsocker eller glasyr ovanpå. Fyllningen kan bestå av nötmassa, kanel, russin, bär eller liknande. I gräddbakelser som semlor fylls den ofta med vispad grädde, mandelmassa eller vaniljkräm. Bullar som matbröd är i regel osötade och eventuell fyllning kan vara till exempel ost, russin eller morot.
I Skåne brukar ordet bulle ofta användas i betydelsen småfranska.